# サンキュータツオ
サンキュータツオ（1976年〈昭和51年〉6月21日 - ）は、日本の芸人、日本語学者、大学教員。漫才コンビ「米粒写経」のツッコミ。ワタナベエンターテインメント所属。東北芸術工科大学文芸学科准教授。

## 来歴
東京都杉並区出身。家族は小学校2年時に父親がガンで亡くなっており、母親が奈良県大和郡山市出身で祖父は薬師寺に勤め仏像の研究をしていたので、後述の仏像マニアに繋がる。姉が二人いる。
巣鴨中学校・高等学校卒業、早稲田大学第一文学部文学科文芸専修卒業、同大学大学院文学研究科日本語日本文化専攻修了。修士（文学）。中学・高等学校国語科第一種教員免許を取得。学部では平岡篤頼に師事し、「早稲田文学」の学生編集委員だった。大学院では中村明に師事。中村が定年退職後は野村雅昭に師事した。早稲田大学には通算14年在学し、2009年3月に博士後期課程を満期退学した。23歳の時にラジオ局1社のみ就職試験を受け、最終の11人まで残ったが採用に至らず、大学院に進んだ。在学中、大学の落語研究会の先輩であった現在の相方である居島一平に誘われ、米粒写経を結成しツッコミ担当。国立国語研究所の「現代日本語書き言葉均衡コーパス」の構築にあたり、日本語のサンプリング作業を行うアルバイトをしていた時期がある。
芸人活動をメインとして、お笑いの学術的研究（専門は笑いにおけるレトリック）をしている。「日本初の学者芸人」を標榜し、大学で教鞭も取っており、一橋大学、早稲田大学、成城大学の非常勤講師を勤めた。中でも一橋では留学生向けの日本語教育を15年間勤めた。中央学院大学の元非常勤講師でもある。他にも母校である早大
を含め目白大学、慶應義塾大学、北海道大学、成城大学、近畿大学などで招待講演・ゲスト講義を行っている。2023年4月からは東北芸術工科大学芸術学部文芸学科の専任講師に就任した。週3日は山形に滞在し、芸名での勤務となる。2025年度から准教授に昇任した。
2017年4月から2019年3月まで朝日新聞書評委員を務めた。『広辞苑』の第七版では、載せるべきサブカルチャーの分野の言葉の選定を担当した。

## 人物
- 好きな作家は、夏目漱石、内田百閒、太宰治、山田詠美、江國香織、アラン・ロブ＝グリエ、クロード・シモン、ナタリー・サロート。
- 珍論文コレクター、国語辞典収集家（著作『学校では教えてくれない　国語辞典の遊び方』）、傘コレクター、仏像マニア、タイル写真家（ブログあり）でもある。他にも麻雀、落語観賞（落語マニア）NBA観戦(NBAマニアで下述するが、学生時代にバスケットボール部で活動していた)など多趣味で、卒業論文は立川志の輔に2年間密着取材をしたものだった。
- 巣鴨高校時代の同級生に、毎日放送アナウンサーの山中真がいる。在学中には、山中が副キャプテンを務めるバスケットボール部で活動していた。
- 大学・大学院在学時『八代目桂文楽全集』（1998年、小学館）、『五代目柳家小さん全集』（2000年、小学館）『落語お作法』（2004年、ぴあ)、橘左近『東都噺家系図』（1999年、筑摩書房）などの編集・執筆に携わっている[30]。
- 渋谷区のユーロスペースで行われる落語会渋谷らくごでは、キュレーターという肩書で番組編成を行っている[31]。
- 横浜DeNAベイスターズのファンで、同じ芸人の吉川正洋や作家の村瀬秀信と共に「横浜に入る悦び」というイベントを不定期に行っている。
- オタク芸人トークユニット「アニメ会」メンバー。自身が自主制作しているポッドキャスト、二次元音声マガジン『熱量と文字数』の編集長。
- 2015年4月23日、週替わりレギュラー出演を務めている『虎ノ門ニュース!8時入り』の放送中に各曜日のネット配信での視聴者数の話題になった際、金曜パネリストを担当している香山リカが、木曜パネリストを担当する青山繁晴のファンを「信者」と表現。MCを務めるサンキュータツオも金曜パネリストの須田慎一郎と共に「宗教だから」「ネトウヨもいますしね」、また（平日木曜日の午前8時から10時に番組観覧に来ている）青山のファンに対して「仕事しろ」などと発言した。それを受け、翌週4月30日の青山の放送回では同番組のプロデューサーが経緯を説明すると共に、青山のファンに対して不適切な発言だったと謝罪した[32][33][34]。この後、同年5月29日の放送回出演をもってサンキュータツオは同番組のMCを降板している。
- 愛車は1974年式のアルファロメオ・ジュリア。生産された年が、奇しくも相方の居島一平の生年と同じである。[35]
- 「国語辞典はどれも同じではなく、編者により掲載語句の意味の説明が違う等奥深い」、と国語辞典の楽しみ方を説いており、国内で出版されている国語辞典を収集する国語辞典収集家である。
- 大阪を毛嫌いしており、「筒井康隆以外はまともな人間がいない」などと評している。これは東京ポッド許可局のイベントなど、当地を訪れた際の現場でも発している。

### アニメ関係
- 業界でも有名なアニメオタクとして知られる。また、国内有数の腐男子（『このBLがヤバい』選者）。
- オタク芸人トークユニット「アニメ会」のメンバー（自身が制作するポッドキャスト後継番組『熱量と文字数』に出演）。
- 作詞家畑亜貴、作曲家田代智一、作曲家田淵智也（UNISON SQUARE GARDEN）などとも親交があり、畑のポッドキャスト（弱り目に祟られろレディオ）でアシスタントをしたり、トークライブを行ったりしている。
- 『新世紀エヴァンゲリオン』の渚カヲルの大ファンであり、2016年の携帯電話の待ち受けもカヲルである[36]。

## 出演番組

### テレビ
レギュラー
- ZIP!（日本テレビ）、「チューモーク!」でアニメを紹介（月イチ?）
- 情報まるごと（NHK）
- 大!天才てれびくん(NHK Eテレ)、「人の話を聞け」判定員（準レギュラー）
- Let's天才てれびくん(NHK Eテレ、2014年11月17日〜19日)、本人役（国語辞典の異次元獣に憑依されていた）
- Rの法則（NHK Eテレ）国語辞典 語釈比較
- テストの花道（NHK Eテレ、2014年8月9日）、現代文問題の攻略法
- ウケウリ!! 〜天野QC研究所（日本テレビ）
- 月曜から夜ふかし（日本テレビ）
- マツコの知らない世界（TBS、2013年9月13日）「辞書の世界」
- スッキリ!!（日本テレビ）
- 笑っていいとも!増刊号（フジテレビ、2013年3月24日、8月25日）
- たけしのコマ大数学科（フジテレビ、2013年8月20日）
- 学生才能発掘バラエティ学生HEROES!（テレビ朝日）
- ゴッドタン（テレビ東京）論文紹介
- 特捜警察ジャンポリス(テレビ東京）
- ビーバップ!ハイヒール（ABC、2012年5月17日）、「辞書ほど面白い本はない！」
- あにP-アニメプロデューサーズ（TOKYO MX）
- このマンガいいね!BSオススメ夜話(NHKBSプレミアム、2014年8月3日)、『よつばと!』紹介
- 『MAG・ネット〜マンガ・アニメ・ゲームのゲンバ〜』
  - 2011年2月20日「『プリキュア』シリーズ」特集（NHK衛星第2）
  - 2012年12月7日「暴走する戦国キャラ」特集（NHK衛星第2）
- 知られざる国語辞書の世界（BSジャパン、2012年3月23日）
- 大村競艇生中継（長崎文化放送）
- アニメのキカク（ひかりテレビ）
- 首都神話 真相あばいたろ会議（CSホームドラマチャンネル）
- 全日本アニソングランプリ決勝大会（ANIMAX）、第4回-第7回 ※地方予選も出演
- とっておきAニュース（アニマックス）
- 大人番組リーグ「TV BROS.TV」（WOWOW）
- 『新世代が解く!ニッポンのジレンマ』（NHK総合、2015年11月1日）、「教養のジレンマ大研究」
- 『柳家喬太郎の笑って免疫力UP!寄席』（BS11，2021年4月18日・25日）

特番
- 平成教育委員会2012!!　最強国語王決定戦SP（フジテレビ、2012年1月18日）
- Jukugoawase（フジテレビ）
- スナッチ!（フジテレビ）
- その話ハイラセテ!（フジテレビ）
- ゴッポンニ!（MBS）
- アニマックス開局10周年記念特別番組 テレビアニメ45年史 なんでアニメはおもしろい!?（アニマックス、2008年）

アニメ
- THE REFLECTION（NHK総合、2017年9月9日） - スレンダーマン 役

### ラジオ
レギュラー
- 東京ポッド許可局（2013年4月5日 - 、TBSラジオ）
- 国語辞典サーフィン（2023年4月8日 - 2025年3月15日、NHKラジオ第一）[37]

過去のレギュラー
- 荒川強啓 デイ・キャッチ!（TBSラジオ、2014年4月〜2019年3月）- 木曜日ニュースプレゼンター
- 妄想科学デパートAKIBANOISE（2013年4月3日 - 2015年3月25日 TOKYO FM）
- 渋谷×文化ラジオ（2017年10月3日 - 2018年3月29日 文化放送） - 火曜日パーソナリティー
- すっぴん!（2019年4月8日 -  2020年3月9日 NHKラジオ第一） - 月曜日パーソナリティー

ゲスト出演
- 午後のまりやーじゅ（NHKラジオ第一）
- つながるラジオ（NHKラジオ第一）
- 渋谷★アニメランド（NHKラジオ第一）
- ライムスター宇多丸のウィークエンドシャッフル（TBSラジオ）
- 安住紳一郎の日曜天国（TBSラジオ、2013年3月24日、6月9日）
- 荻上チキ・Session-22（TBSラジオ、2014年4月9日、4月18日）
- 上柳昌彦 ごごばん!（ニッポン放送、複数回出演）
- 吉田尚記のオールナイトニッポン（ニッポン放送、2014年1月1日）
- 徳光和夫とくモリ!歌謡サタデー（ニッポン放送、2013年9月28日）
- 辛坊治郎ズーム そこまで言うか!（ニッポン放送、複数回出演）
- くにまるジャパン（文化放送、2013年6月18日）
- Blue Ocean （TOKYO FM）
- アポロン（TOKYO FM、複数回出演）
- Skyrocket Company （TOKYO FM）
- TOKYO GAS 中嶋朋子 ふんわりの時間 （TOKYO FM、2014年5月4日、5月11日）
- 三菱UFJニコス presents 松任谷正隆のDEAR PARTNER（TOKYO FM、2014年10月19日）
- TOSHIBA presents GREEN EARTH RADIO（TOKYO FM、2014年10月4日、11日、18日）
- PRENCOの気分は☆グルービー!!!（TOKYO FM）
- SUNDAY FLICKERS（JFN）、毎年年末に出演。お笑いを語る。
- デイリーフライヤー（JFN）
- News Delivery -Evening Edition-（JFN）
- PLATOn（J-WAVE）、「アニメ」「論文紹介」「日本語」「大学入試必勝法」などでゲスト出演
- GOLD RUSH（J-WAVE）
- 東京REMIX族（J-WAVE）、「論文の極み」「アニメ」でゲスト出演
- マキタスポーツのはたらくおじさん（RFラジオ日本）
- ラジカントロプス2.0（RFラジオ日本）東京ポッド許可局として出演

特番
- TBSラジオ開局60周年記念特別番組「東京ポッド許可局プレゼンツ ラジオとポッドキャストの間」（TBSラジオ　2011年5月21日　東京ポッド許可局で）
- 「自由すぎるスポーツウォッチング　ナナメ上から眺めるオリンピックの楽しみ方」（TOKYO FM、JFN 2014年8月4日　マキタスポーツとMC）
- 「TOKYO FMホリデースペシャル AKIBANOISE 東京WiFi化計画！ Supported by NTT東日本 光ステーション」（TOKYO FM 2014年3月21日　もふくちゃんとMC）
- 「TOKYO FMサンデースペシャル ランティス祭り2014 〜つなぐぜ！ アニソン の”わ”！〜」（TOKYO FM、2014年6月1日、単独MC）
- 「新時代のコトバ会議」（TBSラジオ　2021年1月1日）

### ストリーミング配信
- WOWOWぷらすと、木曜日担当
- アニメロライ部、隔週金曜日

### ポッドキャスト
- 熱量と文字数（ポッドキャスト）、「サンキュータツオ Presents 二次元音声マガジン」となっている。
- アニメ会の『ヲタめし!』（ポッドキャスト、2013年2月まで）
- 東京ポッド許可局（ポッドキャスト）
- 畑亜貴の弱り目に祟られろレディオ（ポッドキャスト、2013年8月頃より）
- 渋谷らくごのポッドキャスト（渋谷らくごではキュレーターを務めている[38]。2015年7月より配信開始）

## 著作

### 著書
- サンキュータツオ『サンキュータツオの芸人の因数分解』学研プラス、2012年3月30日。ISBN 978-4-05-910275-5。

- サンキュータツオ『学校では教えてくれない！国語辞典の遊び方』角川学芸出版、2013年3月23日。ISBN 978-4-04-653274-9。
  - サンキュータツオ『学校では教えてくれない！国語辞典の遊び方』KADOKAWA〈角川文庫〉、2016年11月25日。ISBN 978-4-04-400207-7。

- サンキュータツオ『ヘンな論文』KADOKAWA、2015年3月26日。ISBN 978-4-04-653341-8。
  - サンキュータツオ『ヘンな論文』KADOKAWA〈角川文庫〉、2017年11月25日。ISBN 978-4-04-400334-0。

- サンキュータツオ『もっとヘンな論文』KADOKAWA、2017年5月29日。ISBN 978-4-04-400098-1。
  - サンキュータツオ『もっとヘンな論文』KADOKAWA〈角川文庫〉、2020年7月16日。ISBN 978-4-04-400626-6。

- サンキュータツオ『これやこの サンキュータツオ随筆集』KADOKAWA、2020年6月26日。ISBN 978-4-04-400550-4。

### 共著
- サンキュータツオ、マキタスポーツ、プチ鹿島、みち『東京ポッド許可局〜文系芸人が行間を、裏を、未来を読む〜』新書館、2010年9月24日。ISBN 978-4-403-22054-8。

- サンキュータツオ、春日太一『俺たちのBL論』河出書房新社、2016年1月21日。ISBN 978-4-309-02441-7。
  - サンキュータツオ、春日太一『俺たちのBL論』河出書房新社〈河出文庫〉、2018年11月3日。ISBN 978-4-309-41648-9。

### 安部達雄名義共著
- 石黒圭編著『会話の授業を楽しくするコミュニケーションのためのクラス活動40 初級後半か ら上級の日本語クラス対象』スリーエーネットワーク、2011年10月1日。ISBN 978-4-88319-580-0。

- 石黒圭編著『日本語教師のための実践・ 作文指導』くろしお出版、2014年10月17日。ISBN 978-4-87424-636-8。

- 東谷護編著『表現と教養 スキル重視ではない初年次教育の探求』ナカニシヤ出版、2019年3月30日。ISBN 978-4-7795-1372-5。

### 安部達雄名義論文
- 安部達雄「笑いとことば--漫才における「フリ」のレトリック」『文体論研究』第50号、2004年3月、104-120頁、NAID 40006272206。

- 安部達雄「漫才における「ツッコミ」の類型とその表現効果」『国語学研究と資料』第28巻、2005年3月15日、48-60頁、NAID 120001941584。

- 安部達雄「漫才における「ボケ」の質的特徴と形態的特徴」『早稲田日本語研究』第13巻、2005年3月31日、61-72頁、NAID 120002402389。

- 安部達雄「漫才における「フリ」「ボケ」「ツッコミ」 のダイナミズム」『早稲田大学大学院文学研究科紀要 第3分冊』第51巻、2006年2月28日、69-79頁、NAID 120000785775。

- 安部達雄「古今亭志ん朝の文体: 八代目桂文楽 「明烏」との比較を通して」『国語学研究と資料』第30巻、2007年9月28日、47-66頁、NAID 120001941593。

- 安部達雄「表現教育の可能性 : 日本語教育 (上級)の現場から (公開 FDワークショップ'15 「表現教育の可能性(第6回)」)」『成城大学共通教育論集』第9号、2017年3月、127-181頁。

- 安部達雄「漫才における装置としての観客 : ナイツ、オードリーを例に (第115回大会研究フォーラム報告論文)」『文体論研究』第66号、2020年3月、51-58頁、NAID 40022230674。

### 連載
- 『週刊現代』、「サウダージ あの日を旅する」のコーナー
- 『DVD＆ブルーレイ VISION』、「サンキュータツオのアニメ論考」
- 『チャンピオンREDいちご』、「サンキュータツオのいちごのその後」
- 『COMPASS』、「サンキュータツオのヒントの答え」
- 讀賣新聞、「サンキュータツオの ただアニ！」
- 『栄養と料理』、「このコトバ、国語辞典に聞いてみよっ」
- 朝日新聞書評委員（2017 - 2019）

### その他執筆
- 『広辞苑　第七版』（サブカルチャー分野の執筆者、岩波書店）、2017年

## その他

### DVD/BD
- 『かみちゅ!』6、（アニプレックス）オーディオコメンタリー
- 『R.O.D』BD-BOX、（アニプレックス）オーディオコメンタリー
- 『珍遊記』第1-3巻